# Angel (London)

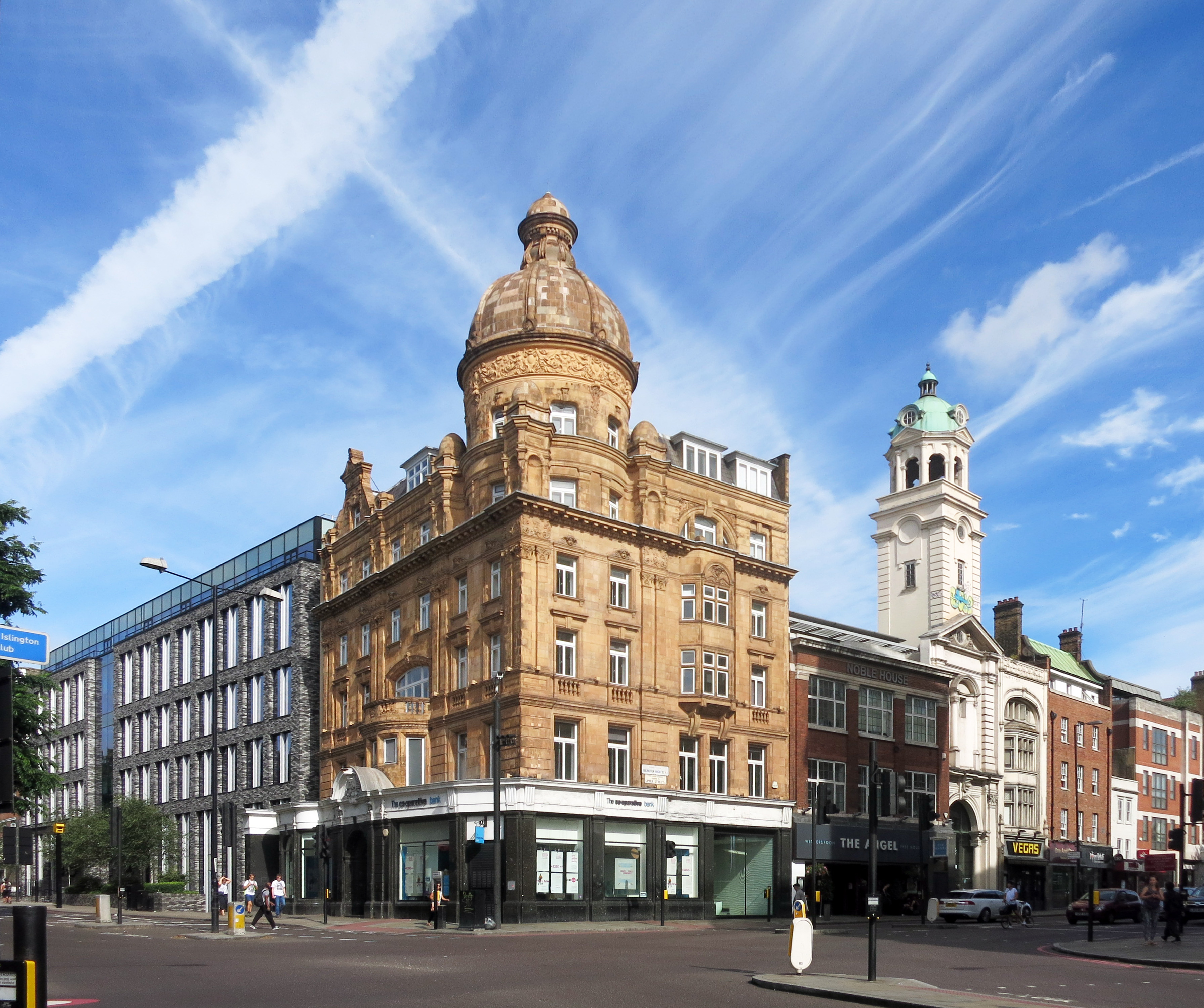
Das heutige, 1903 erbaute, Gebäude an der historischen Stelle des Angel, sowie das momentane, gleichnamige Pub rechts daneben.

Angel ist eine Straßenkreuzung und die Gegend um diese herum im heutigen Stadtteil Islington im Norden Londons. Um die sich hier kreuzenden Islington High Street und die inneren „Ring Road“ ist die Gegend eines der 35 großen Ortszentren der Stadt. Es ist ein wichtiger Wirtschafts- und Gastronomiestandort und als Business Improvement District (BID) klassifiziert.
Angel geht über die die ehemaligen Grenzen der historischen Bezirke von Clerkenwell und Islington, später Finsbury und Islington, hinaus. Benannt ist die Kreuzung nach einem alten Gasthof, dem Angel Inn, das sich an der Ecke von Islington High Street und Pentonville Road befand. Seit 1965 ist die Gegend Teil des London Borough of Islington in Greater London.

## Geschichte

### Etymologie
Angel wurde nach dem Angel Inn benannt, das erstmals im frühen 17. Jahrhundert namentlich erwähnt wurde. Benannt war dies aufgrund seiner Zugehörigkeit zum Clerkenwell Priorat sowie der Figur auf dem Gasthausschild, dem Erzengel Gabriel. Das Gebäude wurde bereits seit dem 16. Jahrhundert als Gasthof benutzt. „The Angel“ bezieht sich hierbei vorrangig auf das historische Gebäude selbst, während der an der Kreuzung liegende U-Bahnhof und der umliegende Ortsteil nur „Angel“ heißen.

### Verwaltung
Da die mittelalterlichen Grenzen von Clerkenwell und Islington mitten durch Angel verliefen, waren der südliche Teil der Liverpool Road sowie der westliche Teil der Islington High Street sowie das Angel Inn selbst Teil von Clerkenwell.
Trotz dieser administrativen Teilung, welche sich sogar in lokalen Legenden widerspiegelt, galten beide Teile von Angel als Teil des (Vor-)Orts Islington.
Als die Gemeinden, dank starken Bevölkerungswachstums, sich schließlich immer mehr in Vororte Londons verwandelten, wurde Clerkenwell 1604 sowie Islington 1636 ins wöchentliche Sterberegister Londons aufgenommen. Die Gemeinden waren jedoch noch jahrhundertelang Teil des County of Middlesex.
Erst 1855 wurden sie Teil des Metropolitan Board of Works in London und im Jahre 1889 Teil des County of London. Clerkenwell wurde schließlich ein Teil des Metropolitan Borough of Finsbury, Islington wurde im Jahre 1900 Teil des gleichnamigen Metropolitan Borough of Islington. 1965 wurde die Gegend schließlich auch offiziell im London Borough of Islington wieder vereint.

## Verkehr
Angel ist ein bedeutendes Verkehrszentrum im Norden Londons. 
Durch Angel verlaufen die A1 (London-Edinburgh) und die innere Londoner Ringstraße (englisch London Inner Ring Road). 
Angel hat eine gleichnamige U-Bahn-Station an der Northern Line der London Underground und zahlreiche Buslinien.